# Sofía Gómez Córdova
Sofía Gómez Córdova, también reconocida como Sofía Gómez-Córdova, (Aguascalientes, México; 7 de junio de 1983) es una guionista, editora y directora de cine mexicana.

## Trayectoria
Gómez Córdova estudió Artes Audiovisuales en la Universidad de Guadalajara, institución en la que se desempeña como docente. Ha trabajado como editora en diversos cortometrajes y en los largometrajes documentales La hora de la siesta de Carolina Platt (2014), Tío Yim de Luna Marán (2019), así como Retratos de una búsqueda (2014) y Dibujos contra las balas (2019) de Alicia Calderón. 
Como guionista, coescribió Somos Mari Pepa (2013) y Los lobos (2019) de Samuel Kishi; y ha dirigido los cortometrajes La última batalla contra las malditas palomas (2014), Día de campo (2010) e Historia de un matrimonio (2006), así como la videodanza La ciudad de las gavetas.
En 2017 lanzó Los años azules, su largometraje debut –dirigido y coescrito por ella– con el que obtuvo el premio de la Federación Internacional de la Prensa Cinematográfica (FIPRESCI) durante el 32 Festival Internacional de Cine de Guadalajara. Gómez Córdova también obtuvo el premio a Mejor Dirección del certamen.
En 2018, Los años azules fue nominada en la 60 entrega de los premios Ariel en la categoría de mejor ópera prima.
En noviembre de 2022, Sofía Gómez Córdova terminó el rodaje de su segundo largometraje, Después, protagonizado por la actriz Ludwika Paleta.